# Эвкалипт ягодный
Эвкалипт ягодный, или Эвкалипт ягодоносный (лат. Eucalyptus coccifera) — вечнозелёное дерево, вид рода Эвкалипт (Eucalyptus) семейства Миртовые (Myrtaceae).

## Распространение и экология
В природе ареал охватывает Тасманию; встречается в альпийском поясе по всему острову, на высоте от 900 до 1200 м над уровнем моря, на бедных каменистых почвах.
Выдерживает кратковременное понижение температуры до -12… -10 °C без существенных повреждений. В Англии отдельные формы выдерживают морозы 15 и даже 17° при условии, если они растут на хорошо дренированной почве.
Растет медленно (в сравнении с другими видами); в Батуми на краснозёмах за 35 лет достиг лишь 7—9 м выс.

## Значение и применение
Древесина светлая.

## Классификация

### Представители
В рамках виды выделяют несколько разновидностей:
- Eucalyptus coccifera var. coccifera
- Eucalyptus coccifera var. parviflora Benth.
- Eucalyptus coccifera var. viridifolia Summerh. nom. dub.

### Таксономия
Вид Эвкалипт ягодный входит в род Эвкалипт (Eucalyptus) подсемейства Миртовые (Myrtoideae) семейства Миртовые (Myrtaceae) порядка Миртоцветные (Myrtales).
|  |                                      |  |                                                             |                                                             |                    |  | ещё 13 семейств (согласно Системе APG II) | ещё 13 семейств (согласно Системе APG II)    |                                              |  |  |  | ещё 130 родов       | ещё 130 родов        |  |  |
|  |                                      |  |                                                             |                                                             |                    |  | ещё 13 семейств (согласно Системе APG II) | ещё 13 семейств (согласно Системе APG II)    |                                              |  |  |  | ещё 130 родов       | ещё 130 родов        |  |  |
|  |                                      |  |                                                             | порядок Миртоцветные                                        |                    |  |                                           |                                              | подсемейство Миртовые                        |  |  |  |                     | вид Эвкалипт ягодный |  |  |
|  |                                      |  |                                                             | порядок Миртоцветные                                        |                    |  |                                           |                                              | подсемейство Миртовые                        |  |  |  |                     | вид Эвкалипт ягодный |  |  |
|  | отдел Цветковые, или Покрытосеменные |  |                                                             |                                                             | семейство Миртовые |  |                                           |                                              | род Эвкалипт                                 |  |  |  |                     |                      |  |  |
|  | отдел Цветковые, или Покрытосеменные |  |                                                             |                                                             |                    |  |                                           |                                              |                                              |  |  |  |                     |                      |  |  |
|  |                                      |  | ещё 44 порядка цветковых растений (согласно Системе APG II) | ещё 44 порядка цветковых растений (согласно Системе APG II) |                    |  |                                           | ещё 1 подсемейство (согласно Системе APG II) | ещё 1 подсемейство (согласно Системе APG II) |  |  |  | ещё более 700 видов |                      |  |  |
|  |                                      |  |                                                             | ещё 44 порядка цветковых растений (согласно Системе APG II) |                    |  |                                           |                                              | ещё 1 подсемейство (согласно Системе APG II) |  |  |  |                     |                      |  |  |